# 地踎搖滾
《地踎搖滾》是香港歌手黃秋生的第2張音樂專輯，於1996年推出。

## 簡介
《地痞搖滾》是香港藝人黃秋生於1996年發行的一張音樂專輯，由滾石唱片有限公司製作及發行。該專輯融合了多種音樂風格，包括重金屬（Metal）、朋克（Punk）、雷鬼（Reggae）、民謠（Folk）以及油漬搖滾（Grunge）等，展現了黃秋生在音樂創作上的多元嘗試。專輯收錄的歌曲以大膽直接的歌詞為特色，內容涉及對社會現象的觀察與批判，反映了香港地下音樂圈的獨特視角。
參與本專輯製作的音樂人包括香港地下音樂圈的知名人物，如黑鳥（Black Bird）、BLACK BOX、郭達年、亞龍大及胡偉聰等。他們的合作為專輯注入了濃厚的實驗性與反叛精神。雖然《地痞搖滾》在主流市場未獲得廣泛流行，但其精良的製作水準、對音樂元素的綜合運用以及錄音技術的處理，獲得了部分樂評的肯定，被視為香港地下音樂的重要作品之一。

## 曲目列表
| 曲序     | 曲目           |          | 作曲                        | 编曲           | 备注                 | 时长  |
| -------- | -------------- | -------- | --------------------------- | -------------- | -------------------- | ----- |
| 1.       | 地踎搖滾       | 黃秋生   | 康仔                        | ....HUH!?      |                      | 3:15  |
| 2.       | 雷公劈友除世害 | 郭達年   | 郭達年                      | 黑鳥           |                      | 4:15  |
| 3.       | 莫須有         | 黃偉文   | 亞龍大                      | 亞龍大         |                      | 3:02  |
| 4.       | 無能用者       | 黃秋生   | 郭達年                      | 黑鳥           |                      | 2:53  |
| 5.       | 今晚想去邊     | 黃秋生   | 黃秋生                      | 地踎樂團       |                      | 3:40  |
| 6.       | 快樂頌         | 黃秋生   | 黃秋生                      | Barry Chung    |                      | 4:05  |
| 7.       | 阿門           | 黃偉文   | 劉以達                      | 劉以達         |                      | 3:50  |
| 8.       | 盲毛           | 盲毛     | 劉以達                      | 劉以達官立小學 |                      | 3:28  |
| 9.       | 秋甜           | 黃秋生   | 黃秋生                      | Black Box      |                      | 3:23  |
| 10.      | 學生哥 '97     | 黃秋生   | Bobb Goldsteinn David Shire | 梁卓堃 胡偉聰  | 改編自許冠傑同名作品 | 4:09  |
| 11.      | 蒙古殺手       | 黃秋生   | 胡偉聰                      | 梁卓堃 胡偉聰  |                      | 6:39  |
| 总时长： | 总时长：       | 总时长： | 总时长：                    | 总时长：       | 总时长：             | 42:44 |

## 專輯派台歌曲成績
1. ↑  .   [2003-04-11]. （原始内容存档于2006-06-21）.